# Provincia de Urubamba
La provincia del Urubamba es una de las trece provincias que conforman el departamento del Cusco en el Perú. Limita por el norte y por el oeste con la provincia de La Convención, por el este con la provincia de Calca y por el sur con la provincia del Cusco y la provincia de Anta.

## Historia
Fue uno de los principales centros agrícolas del Imperio de los incas. En la ciudad, aledaños a la monumental iglesia de San Pedro, se encuentran los enormes paramentos de andenes incaicos que aún podemos admirar. También se pueden observar algunos muros prehispánicos, que sirvieron de cimiento y base para las construcciones coloniales.
Políticamente, la provincia de Urubamba fue creada por decreto de Gobierno del 21 de junio de 1825. Y, en noviembre de 1839, se dispuso que la villa de Urubamba se elevara a la calidad de benemérita ciudad de Urubamba cuando era presidente de la república el mariscal cusqueño Agustín Gamarra. Además, por Ley 14135, el 18 de junio de 1962, fue denominada provincia arqueológica del Perú en mérito a sus fabulosos complejos arquitectónicos.

## Geografía
La hermosa provincia de Urubamba se ubica al noroeste de la provincia del Cusco que colinda con las provincias de La Convención, Anta y Calca.
Está atravesada por el río Vilcanota, que al ingresar a esta zona toma el nombre de Urubamba.
Los incas, como grandes conocedores de la tierra, eligieron este fértil valle para establecer sus principales poblados. Es por esto que la provincia de Urubamba está formada por los distritos donde se encuentran los principales monumentos arquitectónicos del incanato: Urubamba, Ollantaytambo, Chinchero, Huayllabamba, Machupicchu, Marás y Yucay.
También la provincia de Urubamba abarca territorios que están ubicados en la selva alta o ceja de selva, especialmente en los distritos de Machupicchu y Ollantaytambo. 
El valle de Urubamba es uno de los más productivos del país, aquí se cosecha el mejor maíz del mundo y, en temporada de lluvias, abundan las frutas propias del valle, como duraznos, capulí y membrillo, frutillas de primera calidad.

## División administrativa
La provincia tiene una extensión de 1439,43 km² y se encuentra dividida en 7 distritos:
- Chinchero
- Huayllabamba
- Machupicchu
- Maras
- Ollantaytambo
- Urubamba
- Yucay

## Población
Según el censo nacional de 2017, la provincia tiene una población de 60 739 habitantes.

## Capital
La capital de la provincia es la ciudad de Urubamba, considerada como el paraíso bíblico por el gran naturalista del siglo XVIII Antonio de León Pinelo. Es hoy en día una de las ciudades más bellas del Valle Sagrado de los Incas. Está ubicada a 57 km al noroeste de la ciudad del Cusco, por la vía a Chinchero. Se encuentra a 2588 m de altura, sobre una planicie en el valle que separa la cordillera Central de los Andes de la cordillera Urubamba, en la margen derecha del río del mismo nombre.
Desde la ciudad, se puede ver el valle y los nevados de la cordillera de Vilcanota. En los alrededores, se practica turismo de aventura: caminatas, canotaje, ciclismo de alta montaña, así como paseos a caballo. En la actualidad, Urubamba tiene una importante actividad comercial por su posición en el departamento del Cusco.

## Autoridades

### Regionales
- Consejero regional
  - 2023-2026:[1] Herbe Olave Ugarte (Somos Perú)

### Municipales
- 2023-2026[1]
  - Alcalde: Ronald Vera Gallegos, de Somos Perú.
  - Regidores:

  1. Yuri Robinson  Durand Flores (Somos Perú)
  2. Maria Guadalupe Romero Ochoa (Somos Perú)
  3. Roberto Rojas Concha (Somos Perú)
  4. Olga Hanco Huamani (Somos Perú)
  5. Efrain  Achahui Cuyro (Somos Perú)
  6. Victoria Quispe Tito (Somos Perú)
  7. Marcos Marcial Concha Tupayachi (Perú Libre)
  8. Cinthia Fiorella Garcia Tisoc (Perú Libre)
  9. Mariano Tapia Yupanqui  (MOVIMIENTO REGIONAL INKA PACHAKUTEQ)